# Rocca Scaligera
La Rocca Scaligera de Sirmione (en italien, Il castello scaligero di Sirmione) est une forteresse de l'époque Scaliger, point d'accès au centre historique de la ville située sur le lac de Garde. C'est l'un des châteaux les plus complets et les mieux conservés d'Italie, ainsi qu'un rare exemple de fortification lacustre. 
En 2014, il était le 27e site national italien le plus visité.
Depuis décembre 2014, le ministère de la Culture italien le gère à travers le centre des musées de Lombardie, devenu en décembre 2019 la direction régionale des musées.

## Histoire
La construction de la forteresse commence vers le milieu du XIIIe siècle, probablement sur les vestiges d'une fortification romaine. Sa construction est ordonnée par le maire de Vérone Leonardino della Scala, mieux connu sous le nom de Mastino della Scala. La fonction du château était défensive et de contrôle portuaire, puisque la ville de Sirmione, en bordure frontalière, était plus exposée aux agressions.
Environ un siècle plus tard, deux cours et une fortification indépendante sont ajoutées, reliées par une barbacane à la principale, pour améliorer les défenses de la forteresse. En 1405, Sirmione passe sous le contrôle de la république de Venise qui ordonne le renforcement des structures défensives. C'est à cette époque qu'est construit le quai, même si l'on suppose qu'un quai Scaliger, probablement en bois, était déjà présent. Sirmione maintient sa position défensive jusqu'au XVIe siècle, lorsque, pour des raisons politiques, la forteresse de Peschiera del Garda est modernisée.

## Description
Le château est baigné de tous les côtés par les eaux du Lac de Garde. Sur l'un de ces côtés, un quai a été construit pour servir de refuge à la flotte Scaliger.
Les murs et les trois tours principales massives sont caractérisés par les merlons en queue d'aronde de type guelfe qui distinguent chaque construction Scaliger. Derrière ces trois tours émerge l'imposant donjon, de 47 m de haut, sous lequel se trouvent les cellules destinées aux prisonniers.

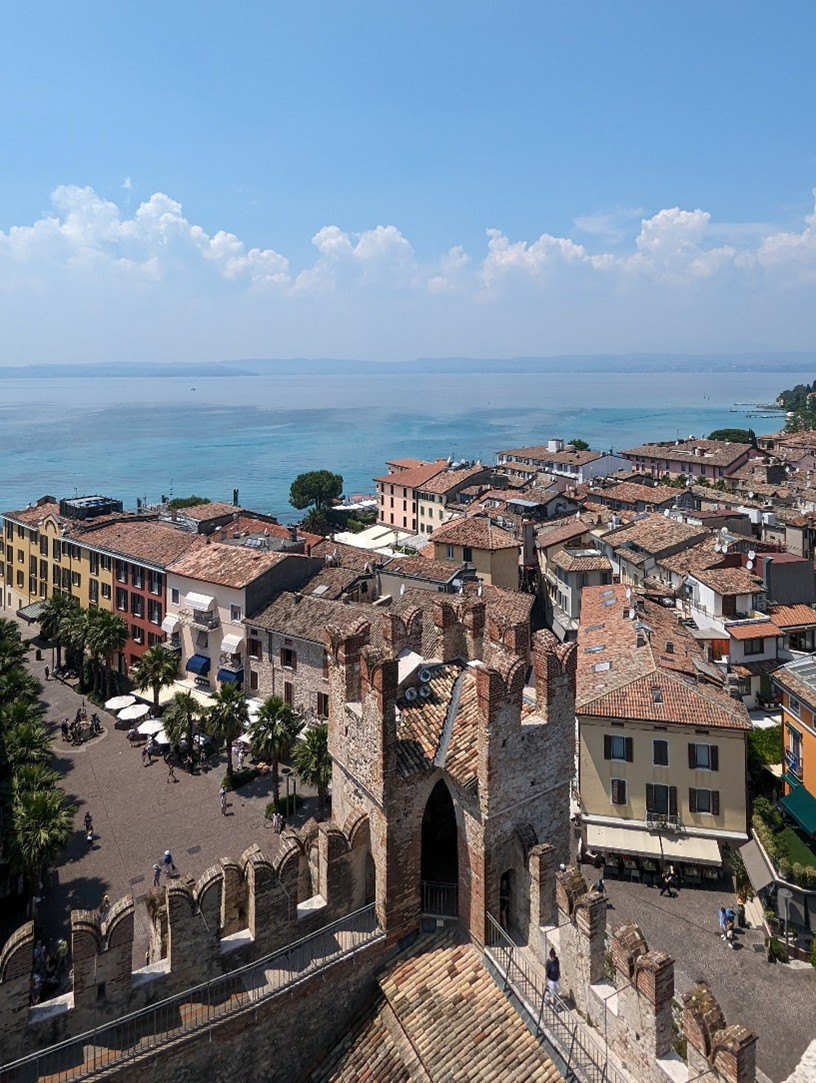
Vue sur le lac de Garde depuis l'une des tours du château de Scaliger

Autrefois, la forteresse était accessible aussi bien depuis l'extérieur que de l'intérieur de la ville grâce à des ponts-levis. Les fortifications qui entourent le château forment un bassin en forme de trapèze irrégulier, ces dernières font partie des plus anciennes fortifications qui soient encore intactes à ce jour. 
Le quai était défendu par des tours qui, contrairement à celles de l'intérieur du château, ne sont pas caractérisées par un crénelage guelfe, mais par une structure de base appelée fer de lance. Cette caractéristique, ainsi que l'utilisation de briques et de pierres provenant des zones voisines, dénotent une période de construction différente.

## Musée
À l'intérieur du grand portique intérieur du château, un lapidaire romain et médiéval a été installé, ainsi qu'une courte exposition dans laquelle les informations les plus importantes sur la forteresse sont présentées sur certains panneaux. Il est également possible d'accéder aux passerelles des murs et, via des volées d'escaliers en bois restaurées, on peut atteindre le sommet du donjon, la plus haute tour de la forteresse.

## Le château dans la culture
En 1980, la Poste italienne a consacré au château un timbre de 600 lires, faisant partie de la collection connue sous le nom de « Castelli d'Italia ».

## Légende
Une légende raconte qu'un garçon nommé Ebengardo avait une amie appelée Arice. Les deux jeunes gens mènent une vie heureuse et paisible, jusqu'à ce que leur amour soit interrompu par un épisode tragique. Par une nuit d'orage, Elalberto, un chevalier vénitien de la région de Feltre, demande refuge au château. Le couple héberge le chevalier qui cependant, émerveillé par la beauté de la jeune fille, la rejoint dans sa chambre pendant la nuit. Arice, effrayée et terrifiée, se met à crier et Elalberto la poignarde à mort. Entre-temps, Ebengardo court dans la pièce où il trouve Arice sans vie. Aveuglé par la rage, il s'empare du poignard d'Elalberto et le tue.
La légende raconte qu'aujourd'hui encore, lors des nuits d'orage, on peut voir l'âme d'Ebengardo errer dans le château à la recherche d'Arice.

## Galerie

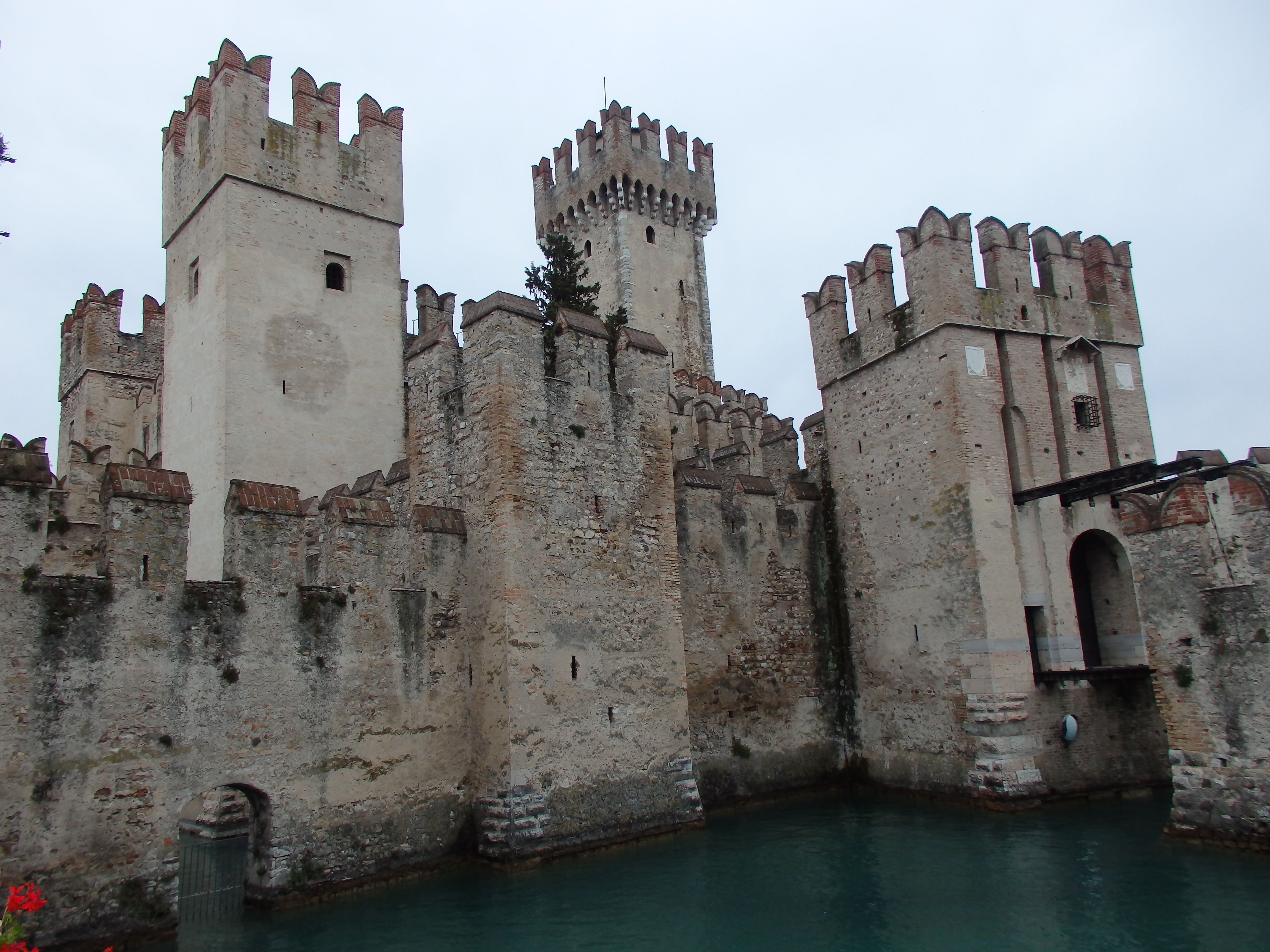
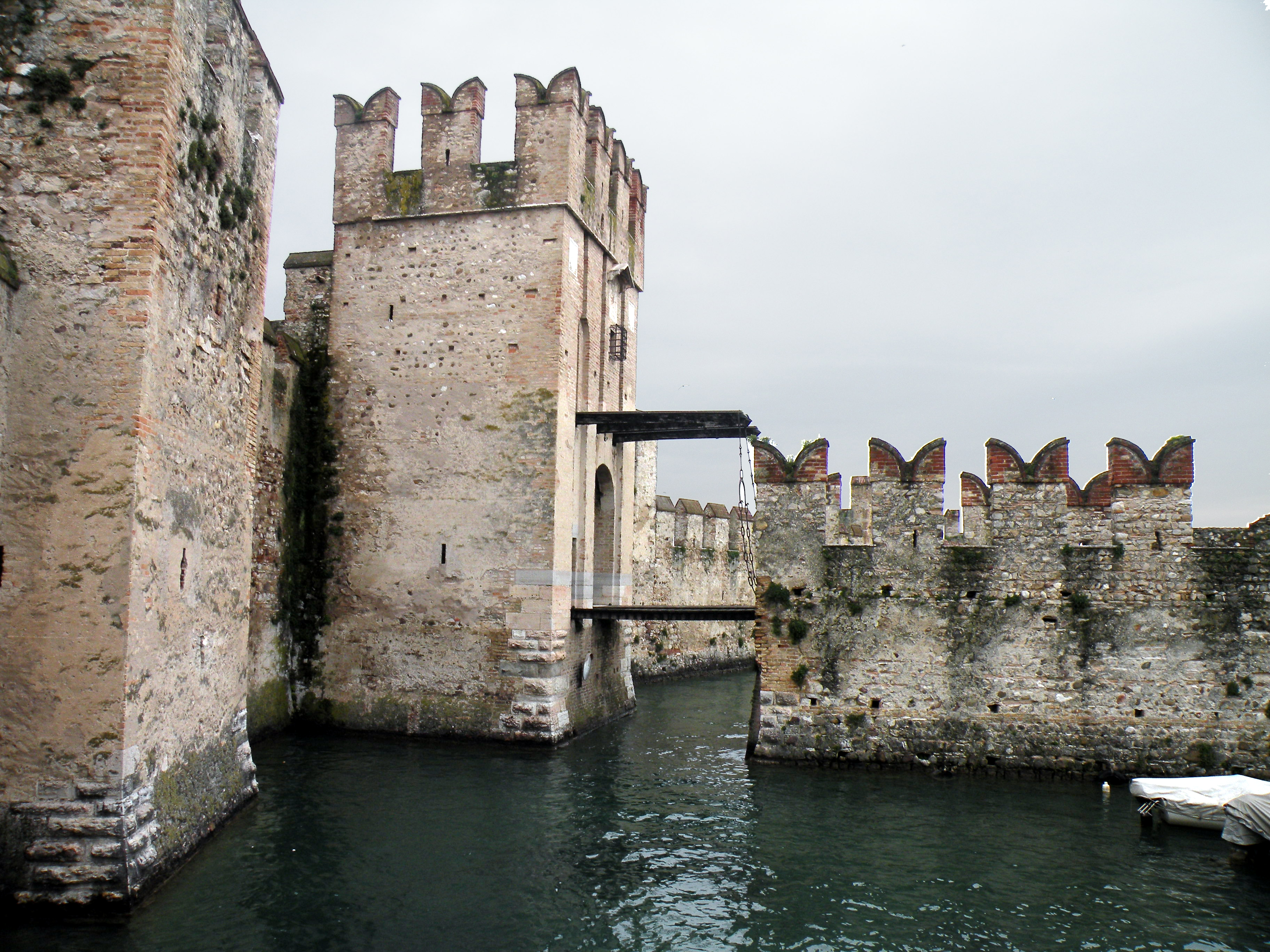
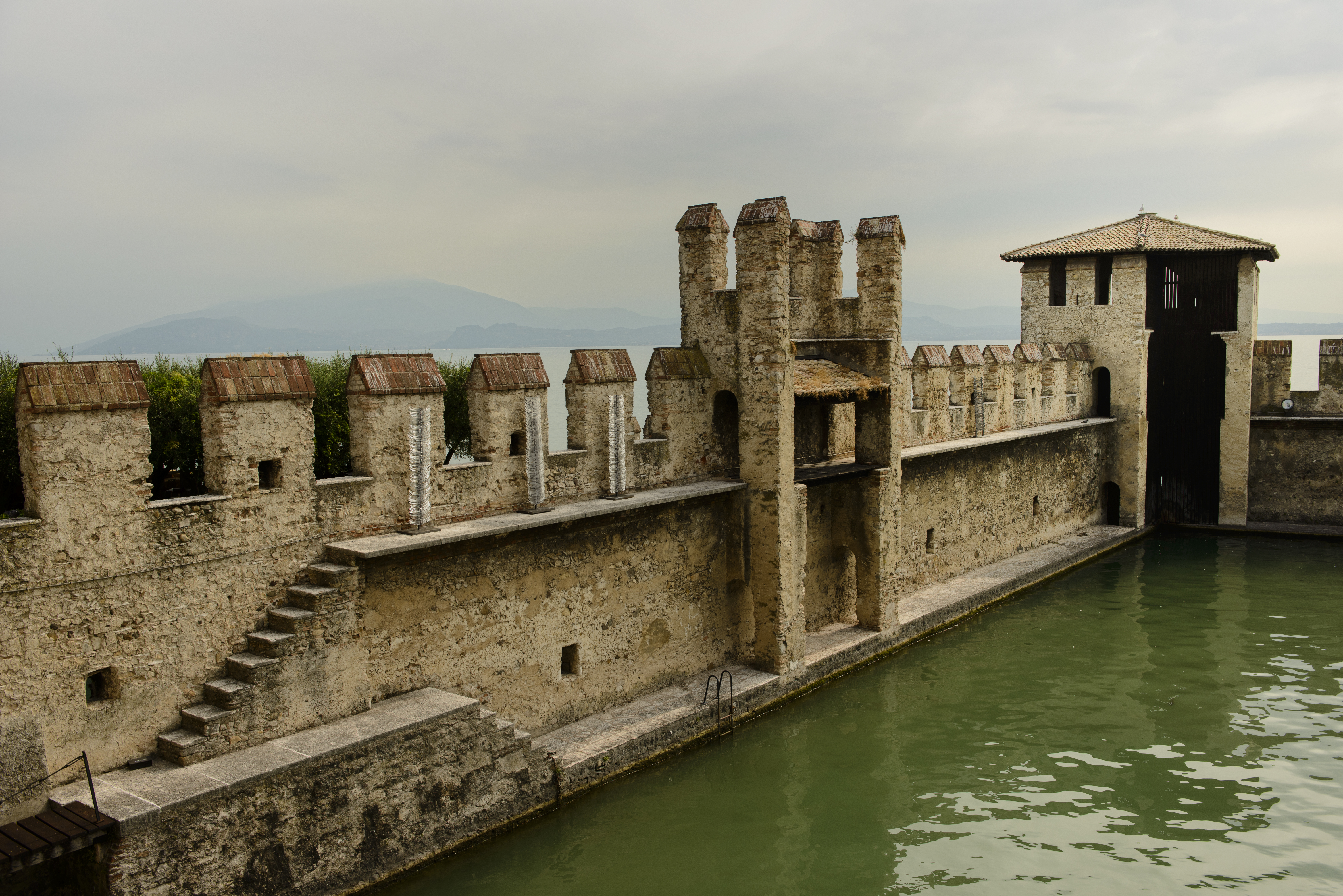
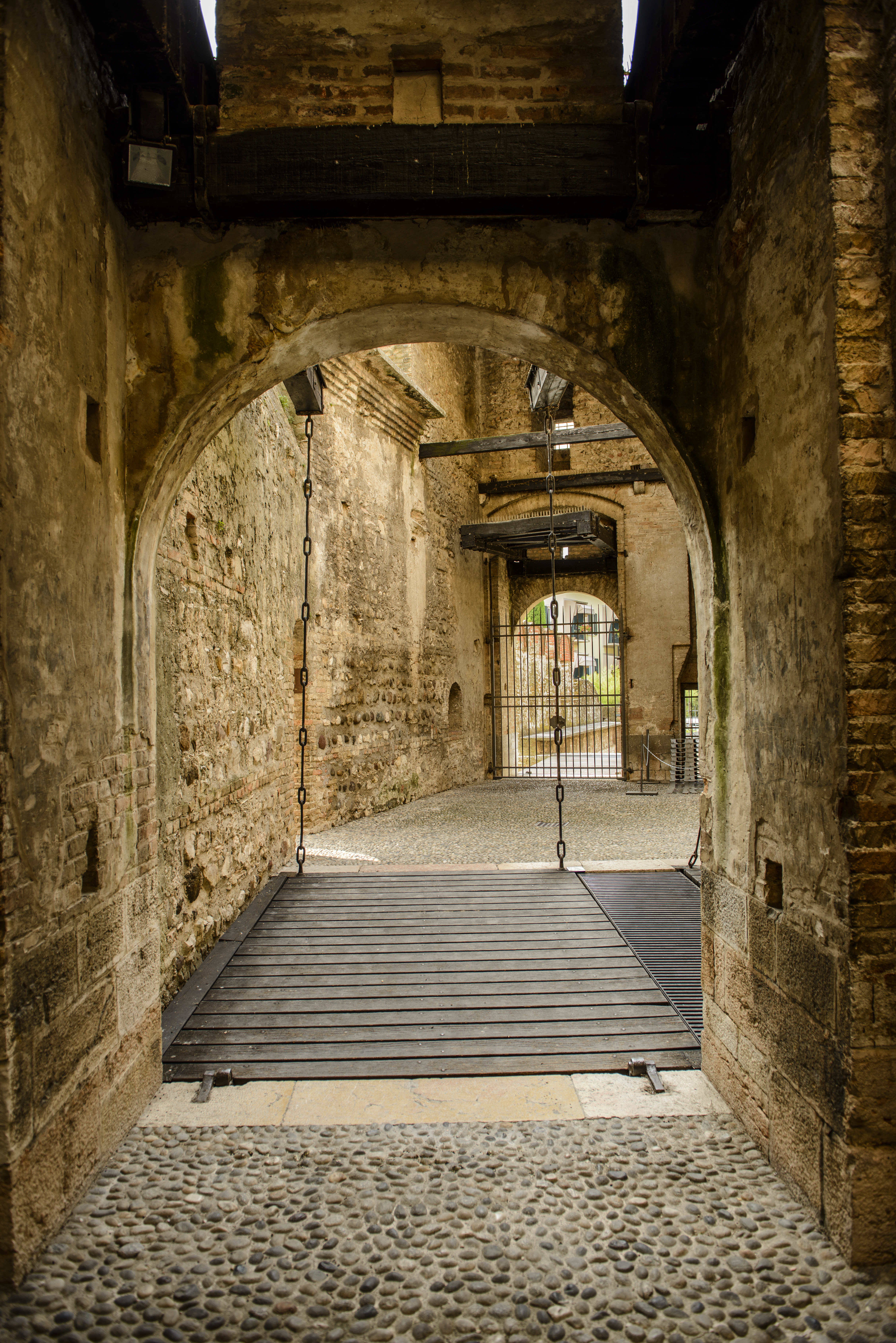
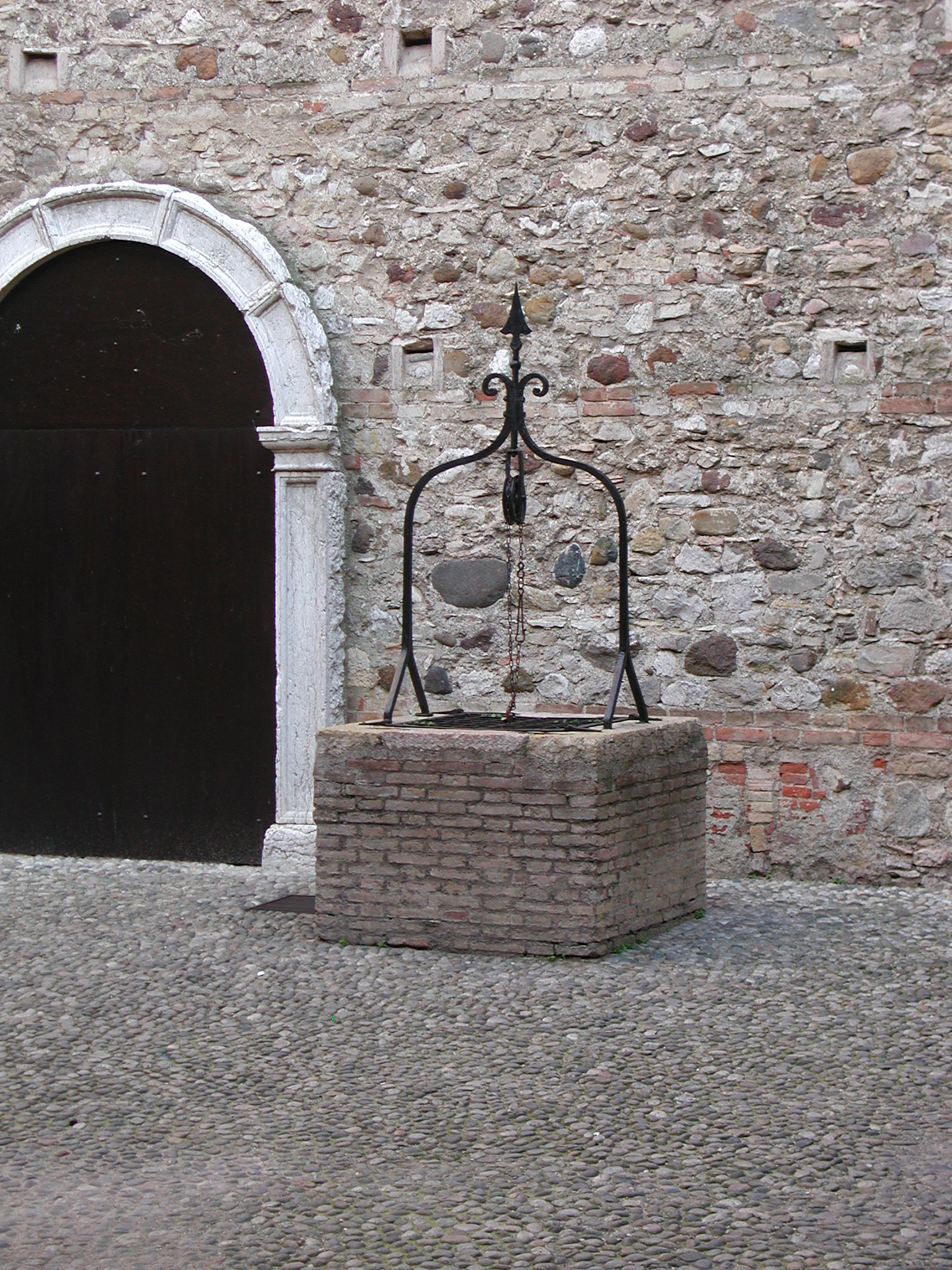